# Amphoe Na Haeo
Amphoe Na Haeo (Thai: อำเภอ นาแห้ว, Aussprache: ʔāmpʰɤ̄ː nāː hɛ̂w) ist ein Landkreis (Amphoe – Verwaltungs-Distrikt) im Westen der  Provinz Loei. Die Provinz Loei liegt im westlichen Teil der Nordostregion von Thailand, dem so genannten Isan.

## Geographie
Benachbarte Landkreise und Gebiete sind (von Osten im Uhrzeigersinn): Amphoe Dan Sai in der Provinz Loei, sowie die Amphoe Nakhon Thai und Chat Trakan der Provinz Phitsanulok. Nach Norden liegt die  Provinz Sayaburi von Laos.
Der wichtigste Fluss des Kreises ist der Lamnam Hueang (Thai: ลำน้ำเหือง – Hueang-Fluss), der auf 90 Kilometern seiner Gesamtlänge von 110 Kilometern die Grenze nach Laos bildet.
Der Nationalpark Phu Suan Sai liegt in diesem Landkreis.

## Geschichte
Na Haeo wurde am 15. Februar 1970 zunächst als „Zweigkreis“ (King Amphoe) eingerichtet, indem die beiden Tambon Na Haeo und Na Phueng vom Amphoe Dan Sai abgetrennt wurden. 
Am 8. September 1976 wurde er zum Amphoe heraufgestuft.

## Verwaltung

### Provinzverwaltung
Der Landkreis Na Haeo ist in fünf Tambon („Unterbezirke“ oder „Gemeinden“) eingeteilt, die sich weiter in 34 Muban („Dörfer“) unterteilen.
| Nr. | Name       | Thai     | Muban | Einw. |
| --- | ---------- | -------- | ----- | ----- |
| 01. | Na Haeo    | นาแห้ว    | 07    | 2.024 |
| 02. | Saeng Pha  | แสงภา    | 06    | 1.828 |
| 03. | Na Phueng  | นาพึง     | 08    | 2.097 |
| 04. | Na Ma La   | นามาลา   | 08    | 3.114 |
| 05. | Lao Ko Hok | เหล่ากอหก | 05    | 2.335 |

### Lokalverwaltung
Es gibt eine Kommune mit „Kleinstadt“-Status (Thesaban Tambon) im Landkreis:
- Na Haeo (Thai: เทศบาลตำบลนาแห้ว) bestehend aus dem kompletten Tambon Na Haeo.

Außerdem gibt es vier „Tambon-Verwaltungsorganisationen“ (องค์การบริหารส่วนตำบล – Tambon Administrative Organizations, TAO):
- Saeng Pha (Thai: องค์การบริหารส่วนตำบลแสงภา) bestehend aus dem kompletten Tambon Saeng Pha.
- Na Phueng (Thai: องค์การบริหารส่วนตำบลนาพึง) bestehend aus dem kompletten Tambon Na Phueng.
- Na Ma La (Thai: องค์การบริหารส่วนตำบลนามาลา) bestehend aus dem kompletten Tambon Na Ma La.
- Lao Ko Hok (Thai: องค์การบริหารส่วนตำบลเหล่ากอหก) bestehend aus dem kompletten Tambon Lao Ko Hok.